# Iglesia matriz de El Salvador (Santa Cruz de La Palma)
La iglesia Matriz de El Salvador es la parroquia matriz de la ciudad de Santa Cruz de La Palma y de la isla de La Palma (Islas Canarias, España). 

## Historia y características
El templo fue fundado en 1500 y es, en su configuración actual, fruto de varias reformas y ampliaciones que terminaron por conformar su actual planta basilical, de tres naves. La fachada principal (sur) está elaborada en cantería de La Gomera, está rematada por un frontón triangular en cuyo centro hay una imagen en mármol de El Salvador del Mundo. Exteriormente, destaca también su torre aneja construida con sillares de piedra volcánica. 
Entre las imágenes religiosas en su interior, existen obras del imaginero tinerfeño Fernando Estévez, como el Santísimo Cristo del Perdón o la imagen de la Virgen del Carmen. Otra imagen destacada de la iglesia, es el llamado Cristo de los Mulatos de procedencia flamenca. Protagoniza el retablo de la capilla mayor, neoclásico, un cuadro de la Transfiguración realizado por el pintor sevillano Antonio María Esquivel (siglo XIX).
Cada cinco años la Iglesia Matriz de El Salvador acoge durante aproximadamente un mes a la imagen de la Virgen de las Nieves (patrona de la isla de La Palma), durante las Fiestas Lustrales de la Bajada de la Virgen.
En las escalinatas de acceso al templo, se encuentra la estatua de bronce del cura párroco Manuel Díaz Hernández, más conocido como el "cura Díaz", fallecido en este lugar el 5 de abril de 1863.

## Atentado
El 1 de abril de 2013, la Iglesia Matriz de El Salvador fue víctima de un atentado. Un hombre, de origen rumano, prendió fuego a la puerta de la iglesia después de haberla rociado con un líquido inflamable, la pronta intervención de los bomberos evitó que el fuego se extendiera por todo el templo, lo que hubiera supuesto un enorme desastre patrimonial y monumental. El hombre fue detenido por la policía.